# 1084 Tamariwa
1084 Tamariwa eller 1926 CC är en asteroid i huvudbältet, som upptäcktes 12 februari 1926 av den sovjetiske astronomen Sergej Beljavskij vid Simeiz-observatoriet på Krim. Den har fått sitt namne efter den kvinnliga fallskärmshopparen Tamara Ivanova.
Asteroiden har en diameter på ungefär 26 kilometer.